# Haplocampa wheeleri
Haplocampa wheeleri är en urinsektsart som beskrevs av Filippo Silvestri 1912. Haplocampa wheeleri ingår i släktet Haplocampa och familjen Campodeidae.

## Underarter
Arten delas in i följande underarter:
- H. w. intermidia
- H. w. wheeleri